# Stephanie Parker
Stephanie Parker (nata Stephanie McMaster; Brighton, 29 marzo 1987 – Pontypridd, 18 aprile 2009) è stata un'attrice britannica.

## Biografia
Nata Stephanie McMaster a Brighton e cresciuta a Weston-super-Mare in Inghilterra, viveva in Galles da quando aveva 13 anni.
Assurse alla notorietà intorno ai 15 anni quando entrò nel cast della serie televisiva gallese Belonging, prodotta da BBC Wales e che terminò nei primi mesi del 2009; era stata, nel frattempo, impegnata in altri telefilm quali Casuality, Doctors, Doc Martin, Metropolitan Police, oltre che in diversi drammi radiofonici su BBC Radio 4.
Due giorni dopo la trasmissione dell'ultima puntata di Belonging Stephanie Parker, che aveva da poco compiuto 22 anni, si impiccò in un campo nei pressi di Pontypridd.
Inizialmente le cause del suicidio rimasero sconosciute, ma in seguito si determinò che esse erano ascrivibili alla depressione di cui soffriva la giovane attrice, unita alle conseguenze mai affrontate di episodi di bullismo di cui fu vittima a scuola.
Il parere del coroner fu che Stephanie Parker, il cui tasso alcolemico era superiore a quello massimo consentito per la guida, fosse morta accidentalmente in quanto non intenzionata tanto a uccidersi, quanto a richiamare l'attenzione su di sé con un tentato suicidio che tuttavia era sfuggito al suo controllo con esiti per lei fatali.